# Dorp van de Kerstman
Het Dorp van de Kerstman (Fins: Joulupukin Pajakylä) is een Fins kerstthemapark in Rovaniemi. In het park, dat is ingericht als een dorpje, bevinden zich meerdere winkels en een postkantoor waar je brieven naar de Kerstman kan sturen. Ook bevindt zich hier het kantoor van de Kerstman waar kinderen het hele jaar door de Kerstman kunnen bezoeken. Het dorp ligt op de poolcirkel die symbolisch op de straat is afgebeeld met een witte lijn.

## Afbeeldingen

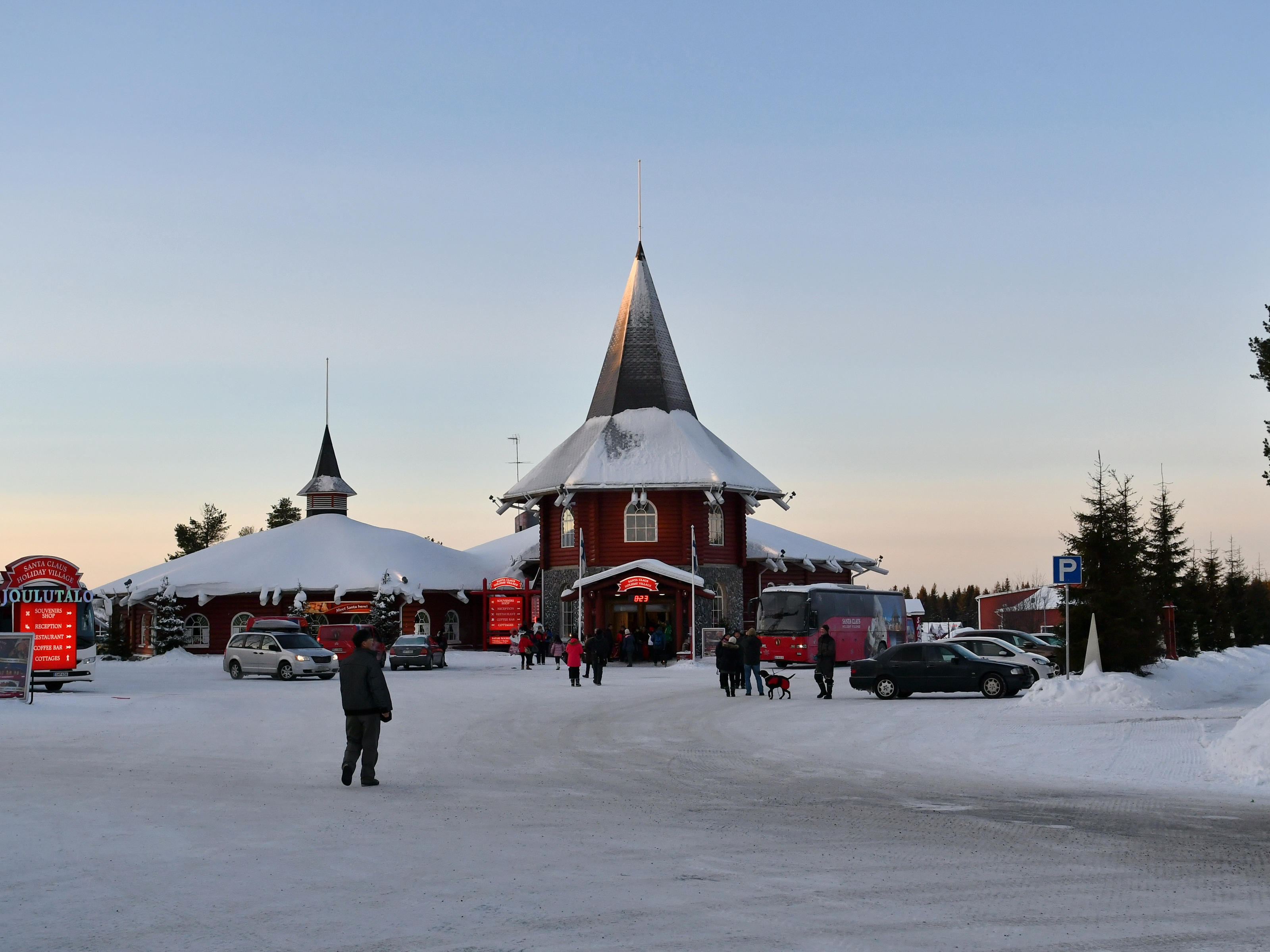
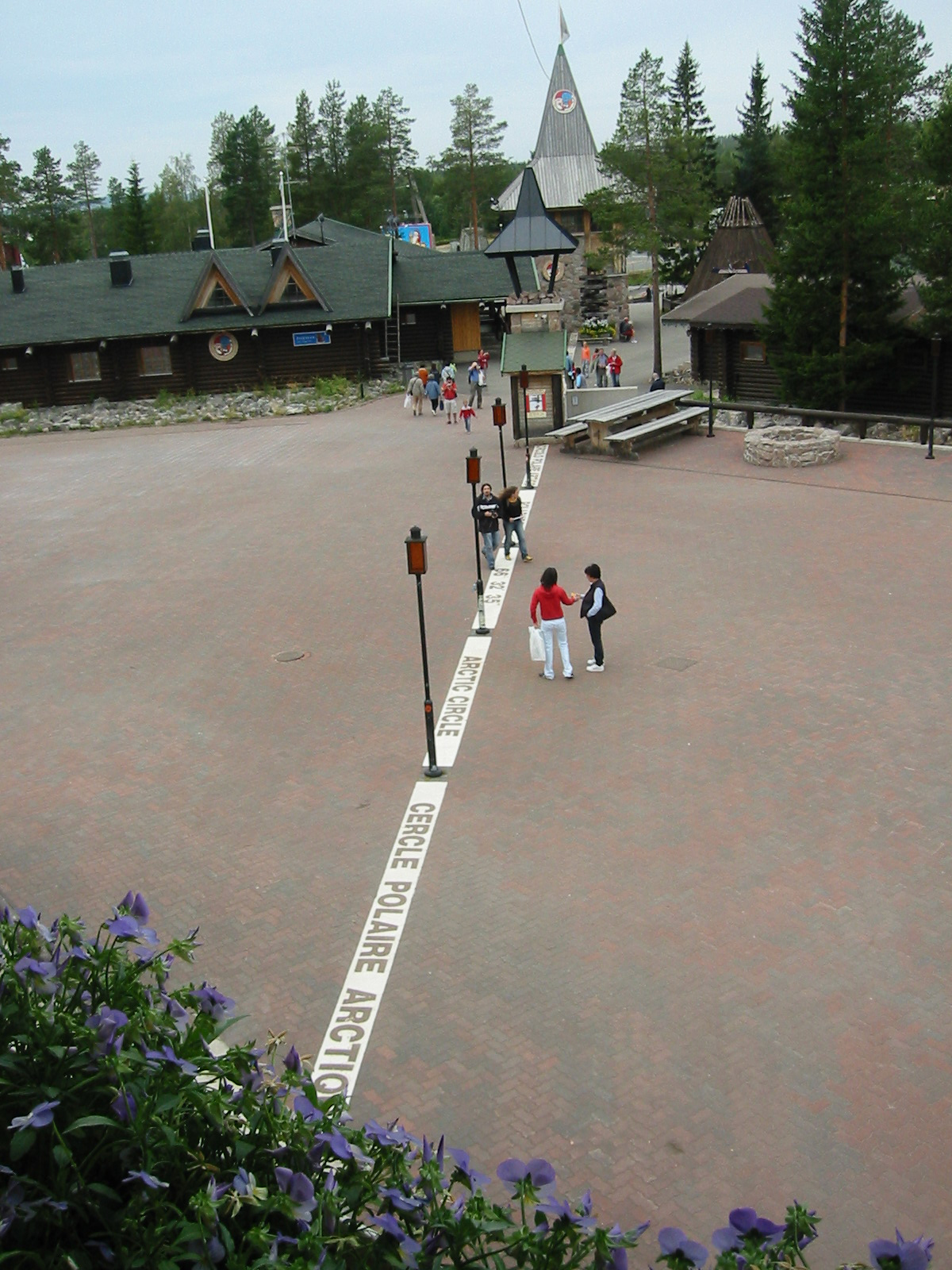
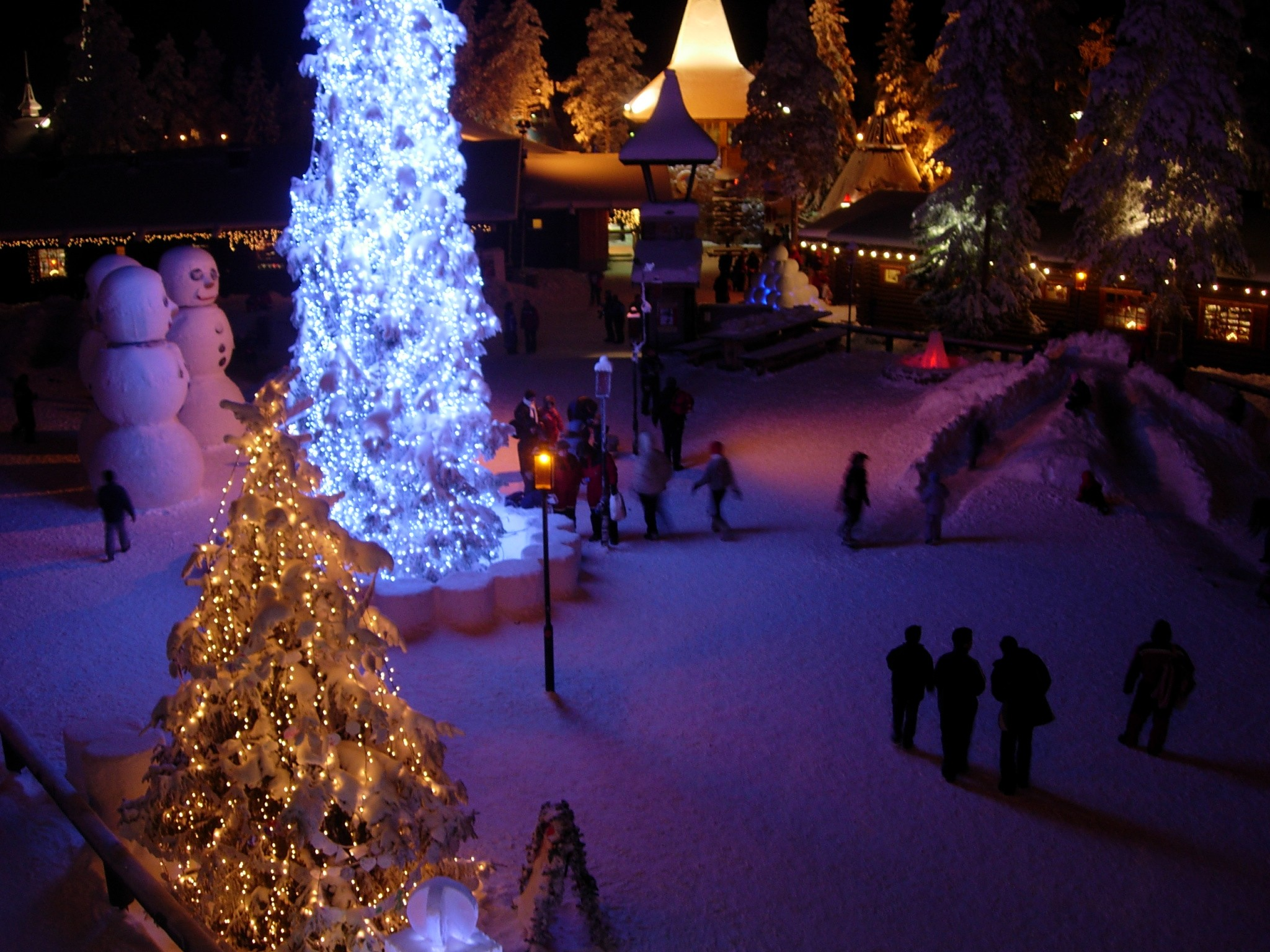
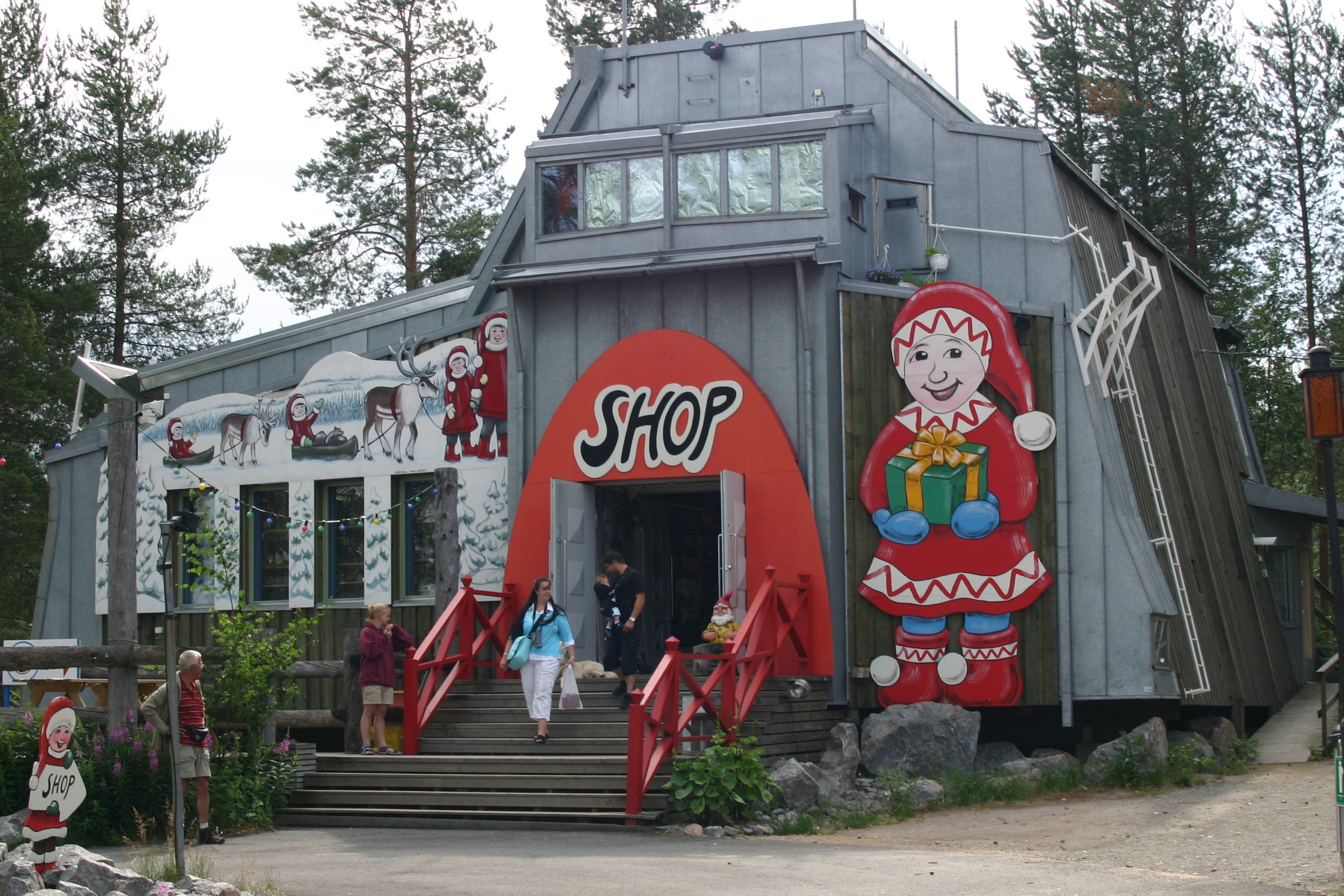
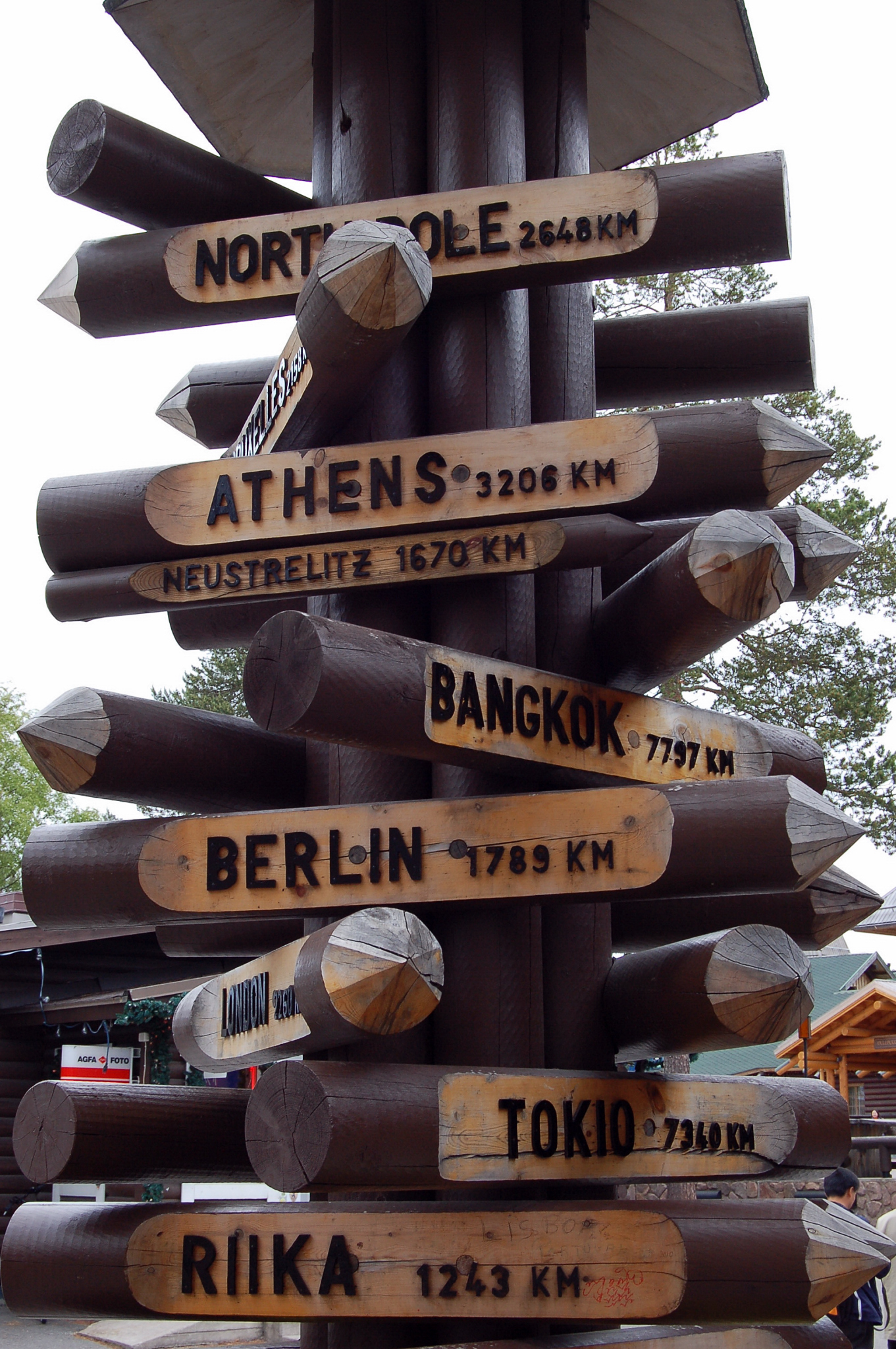